# 旗手浩二
旗手 浩二（はたて こうじ、1966年10月25日 - ）は、大阪府出身の元社会人野球選手、社会人野球指導者。1993年アジア野球選手権大会日本代表選手。現役時代は内野手（遊撃手、二塁手）、右投げ右打ち。171cm、73kg。サッカー選手の旗手怜央は長男。

## 来歴
PL学園高等学校では中村順司の指導を受けた。1年下に清原和博、桑田真澄、松山秀明、今久留主成幸、内匠政博とのちにプロ野球界に入る選手が5人いた。高校同期に、のちにプロ入りする岩田徹（外野手、のちに捕手）のほか、鈴木英之（のち駒大）、清水哲（のち同大）、3年時の主将・捕手 清水孝悦（のち同大、PLコーチ）、内野陣の北口正光（主に三塁手、のち亜大）と松本康宏（主に二塁手、のち東洋大）らがいた。その他に、1年下に同じ大学に進学した黒木泰典（のち法大）、1年上に加藤正樹（のち早大）がいた。
1983年、2年時の第65回全国高等学校野球選手権大会でPL学園は優勝を果たしたが、旗手はメンバー外だった。
1984年、3年時に9番遊撃手として、第56回選抜高等学校野球大会、第66回全国高等学校野球選手権大会に出場し、連続準優勝を果たした。自身、甲子園初戦となる選抜大会の1回戦、砂川北高戦では本塁打を放っている。この試合でのPL学園の1試合6本塁打は、大会記録として未だ破られていない。準決勝の都城高戦は好調を買われて3番に入ったが、相手主戦の田口竜二の前に苦戦に陥った。延長11回裏、2死で1塁走者だった旗手は、5番桑田の平凡な右飛に全力疾走。相手の右翼手が落球し、3塁も回った旗手は好走してサヨナラ勝ちとなる生還でチームを救っている。決勝戦では岩倉高の山口重幸を打てず敗戦。夏の大会の決勝でも取手二高の石田文樹の前に、空振り三振して最終打者となっている。
1985年に卒業後、法政大学に進学。中根仁らと同期だった。在学中に5度のリーグ優勝を経験しているが、特に3年秋からは3季連続優勝を果たしている。その後は1989年に本田技研鈴鹿に入部し、湯舟敏郎と同期だった。本田技研鈴鹿では、1990年から1999年まで10年連続で都市対抗野球大会に出場（うち6度は補強選手）、1992年の第63回都市対抗野球大会では遊撃手として、1994年の第65回都市対抗野球大会では優勝して二塁手として優秀選手の表彰を受けた。この間、1993年にはアジア野球選手権大会の日本代表にも選ばれている。社会人野球日本選手権大会には、1990年、1998年の2度出場し、1999年限りで選手を引退した。2002年からホンダ鈴鹿の監督も務めた。